# 百奇

Pocky商標

Pocky由日本江崎格力高株式會社生產，是一種外層覆蓋巧克力的餅乾棒零食。1966年以巧克特之名發售。此款零食推出後瞬間打入日本年輕人市場，並在首兩年達到了300億日元的銷售額。之後改名為Pocky，因咬下餅乾棒時發出的聲音（擬聲詞（Pokking））而得名。繼巧克力口味後，1971年又推出杏仁Pocky，1977年再推出草莓Pocky。
Pocky在許多國家也具有一定的知名度。在中国大陆，Pocky以百奇的名字由上海江崎格力高食品有限公司销售；Pocky在台灣被譯為百琪；Pocky在歐洲，Pocky與米卡多遊戲棒（Mikado）共稱為Mikado，由卡夫食品集團的子公司LU Biscuits代理銷售；在美國與加拿大，Pocky可於大型國際性超市（如沃爾瑪）與動漫畫經銷商購得。
在日本某些地方，或者是日本漫畫或插圖為迴避與商標有關的法律，也會以同音漢字來稱之。

## 口味

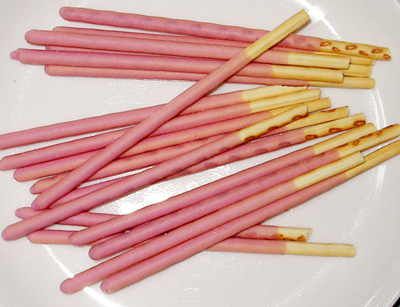
草莓百奇

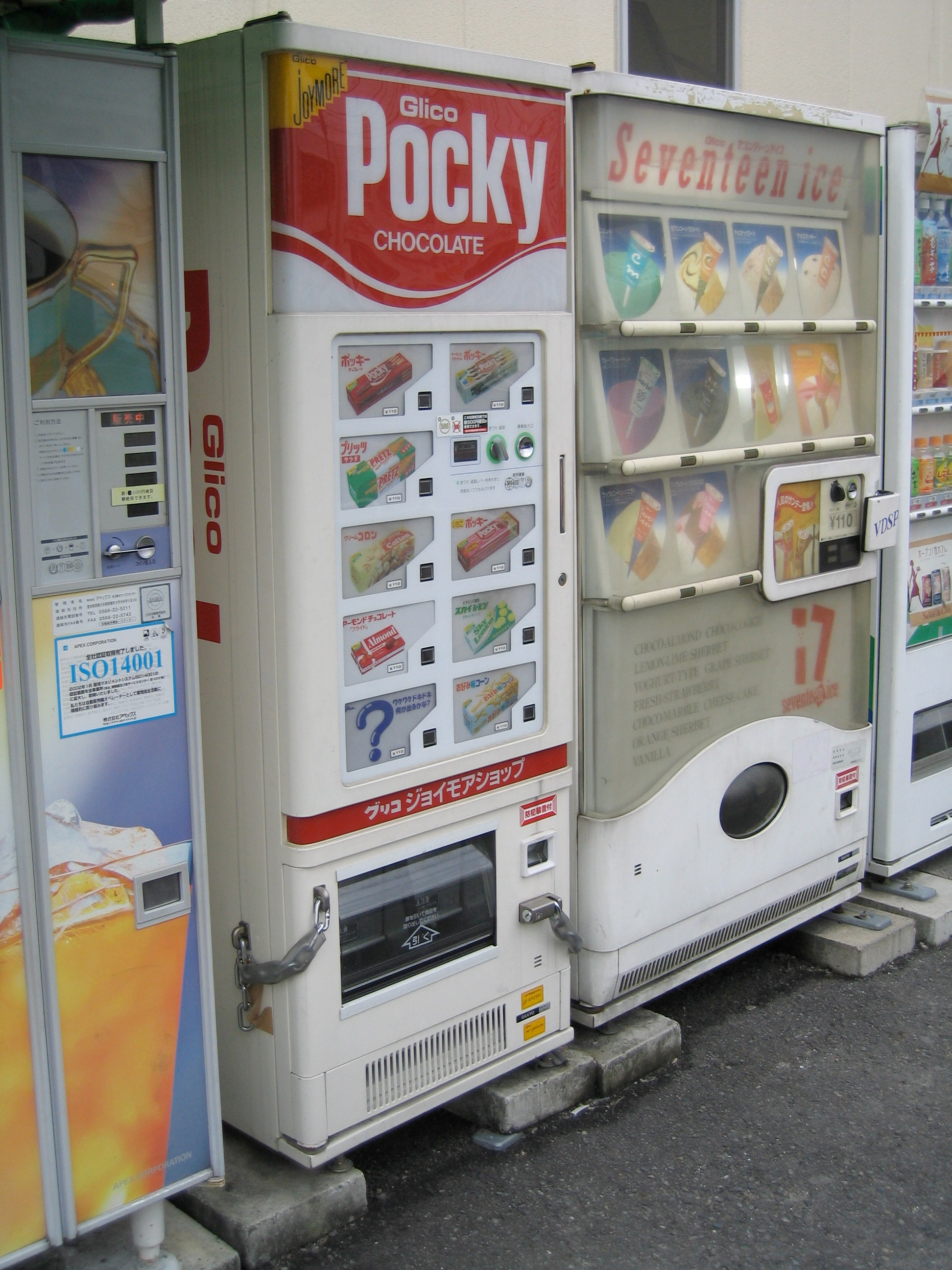
一台位于日本名古屋的Pocky自动贩卖机

Pocky除了最主要的巧克力口味之外，也會依照季節推出各種口味，如蜂蜜、奇異果、芒果、焦糖、大理石皇家奶茶、甜瓜、牛奶、奶油芝士、草莓、椰子、菠蘿、南瓜、榛果、黑芝麻、大豆、抹茶等，巧妙地將各種不同的食材與餅乾棒結合。此外，尚有其他種類的Pocky相繼推出，如减小棒寬的「超細Pocky」、增加長度的「巨大Pocky」與適用男性的苦巧克力味「Men's Pocky」。隨著國外設廠，也開啟了國外特定口味的生產之路。

### 日本百奇口味
- 原味Pocky
  - 巧克力
  - 草莓
  - 牛奶
- 果粒Pocky
  - 草莓
- 慕斯Pocky
  - 苦巧克力
  - 起士卡士達
  - 抹茶
  - 焦糖
- Crunchy Pocky
  - 餅乾
  - 杏仁
- 巨大Pocky
  - 巧克力
  - 草莓
  - 布丁
  - 夕張哈密瓜（北海道限定）
  - 信州巨峰（長野県限定）
  - 抹茶紅豆（近畿地方限定）
  - 神戸紅酒 （近畿地方限定）
  - 蜜柑（九州限定）

### 中國百奇口味
- 百奇（Pocky）[3]
  - 巧克力
  - 牛奶
  - 雙重巧克力
  - 草莓
  - 抹茶
  - 蜜桃
  - 蓝莓树莓
- 慕斯百奇（Mousse Pocky）[4]
  - 巧克力
  - 牛奶
  - 牛奶芒果
  - 浓郁抹茶
- 粒粒百奇（Lili Pocky）[5]
  - 牛奶藍莓
  - 牛奶草莓
  - 牛奶香蕉
- 扁桃仁脆百奇（Crush Pocky）[6]
  - 巧克力
  - 欧韵奶茶

### 泰國百奇口味
- 原味Pocky
  - 香蕉
- 果粒Pocky
  - 葡萄
  - 荔枝

## 唸法
日文Pocky的唸法與hocky（pokkii對照日語hokkii）相似。

## 與Pocky有關的作品
- 美國獨立樂隊Superchunk曾命名其專輯為《No Pocky for Kitty》。

- 動畫《星空的邂逅》中以類似Pocky的封盒設計出現，名為「Pochy」，是風見瑞穗最喜歡的零食。

- 漫畫《X》中以類似Pocky的封盒設計出現，名為「Pooky」，也可看到同系列的貓井讓刃在吃「Rocky」。

- 漫畫《Harlem Beat》中的籃球手天海佐助非常喜歡草莓Pocky。

- 《Simoun》中的人物曾吃過Pocky，儘管該系列設定在另一個行星。

- OEL（英文原著）漫畫《Dramacon》第一集中，主角克利斯蒂在商店徘徊時看到Pocky（漫畫裡為「Pawky」）的推銷，最後主角也買了一整袋Pocky。漫畫封底亦出現克利斯蒂與馬特一起吃草苺Pocky。

- Studio Ghibli的電影《神隱少女》開場可看見一盒Pocky在Chihiro的汽車座位旁邊。

- 漫畫《萬有引力》中主角新堂愁一常在他的戀人由貴瑛里吸煙時吃大量的Pocky。在其中一集漫畫中，他們提及主角最喜歡的口味為草莓Pocky。

- 漫畫《Hunter×Hunter》其中一話，在古塔的獵人教官利巴透過顯示器觀看應試者時正在吃Pocky。

- 漫畫《魔法少年賈修》中，清人花五分鐘用Pocky的盒子做了機器人玩具給賈修，命名為「巴爾漢300」。

- 漫畫（寵物情人）第一册的封面上，巌谷澄麗拿著一盒「Pockin」，並吃著一條類似Pocky的餅乾棒。

- 動畫《G鋼彈》中的新香港首相黃，經常看到裝在玻璃杯中的Pocky。

- 漫畫《食靈―零―》中，二位女主角諫山黄泉和土宮神樂一同吃Pocky的時候，為了搶吃最後一支，兩人各自咀嚼一邊的巧克力棒，最後更貪玩互吻起來。

- 漫畫《吸血鬼騎士》當中，夜間部的遠矢莉磨與支葵千里最喜愛的零食。

- 漫畫《魔法少女小圓☆魔力》中，佐倉杏子出場時會吃的食物之一。

- 小說《鹿男》，鹿要求主角帶給他吃的美食。

- 动画《旋风管家》中，三千院凪曾要求凌崎飒去买Pocky，但是由于意外发生未能买到，最后是由凌崎飒手工制作了一盒Pocky送给了凪。片中有Pocky简略的制作过程。

- 動畫《化物語》第四部片頭曲，撫子嘴裡叼著巧克力口味的Pocky。

- 動畫《來自繽紛世界的明日》瞳美喜愛的零食 動畫中稱為Popocky。

## 外部連結
- ポッキー【Pocky】江崎グリコ公式サイト （页面存档备份，存于）
- Bâton d'or バトンドール （页面存档备份，存于）
- Pocky Japan的X（前Twitter）
- Pocky JP（ポッキー日本公式）的Instagram帳戶
- . kotobank （日语）.